# Groß Gerau (stacja kolejowa)
Groß Gerau (niem: Bahnhof Groß Gerau) – stacja kolejowa w Groß-Gerau, w regionie Hesja, w Niemczech. Jest jedną z dwóch stacji kolejowych w mieście Groß-Gerau. Znajduje się 500 m na północ od centrum miasta. Jest stacją węzłową na linii z Wiesbaden/Mainz do Darmstadt/Aschaffenburg (Rhein-Main-Bahn). Na wschód od stacji linia krzyżuje się z linią Riedbahn, na której leży druga stacja Groß Gerau-Dornberg.
Według klasyfikacji Deutsche Bahn posiada kategorię 5.

## Historia
Stacja została otwarta na Rhein-Main-Bahn między Mainspitze i Darmstadt w Hesji, przez Hessische Ludwigsbahn w 1858. Początkowy budynek dworca składał się z małego drewnianego budynku. Nowy budynek dworca został otwarty w 1868 roku. W czasie I wojny światowej, ochotniczy korpus ambulatoryjny i oddział Czerwonego Krzyża prowadzony przez panie z Alice-Hospital (założonego przez księżną Alicję, córkę królowej Wiktorii) znajdował się w budynku dworca. w 1944 roku budynek dworca został zniszczony podczas nalotu i został odbudowany w 1957 roku. Budynek dworca jest obecnie uznawany jako zabytkowy według ustawy o Dziedzictwie Hesji.

## Infrastruktura

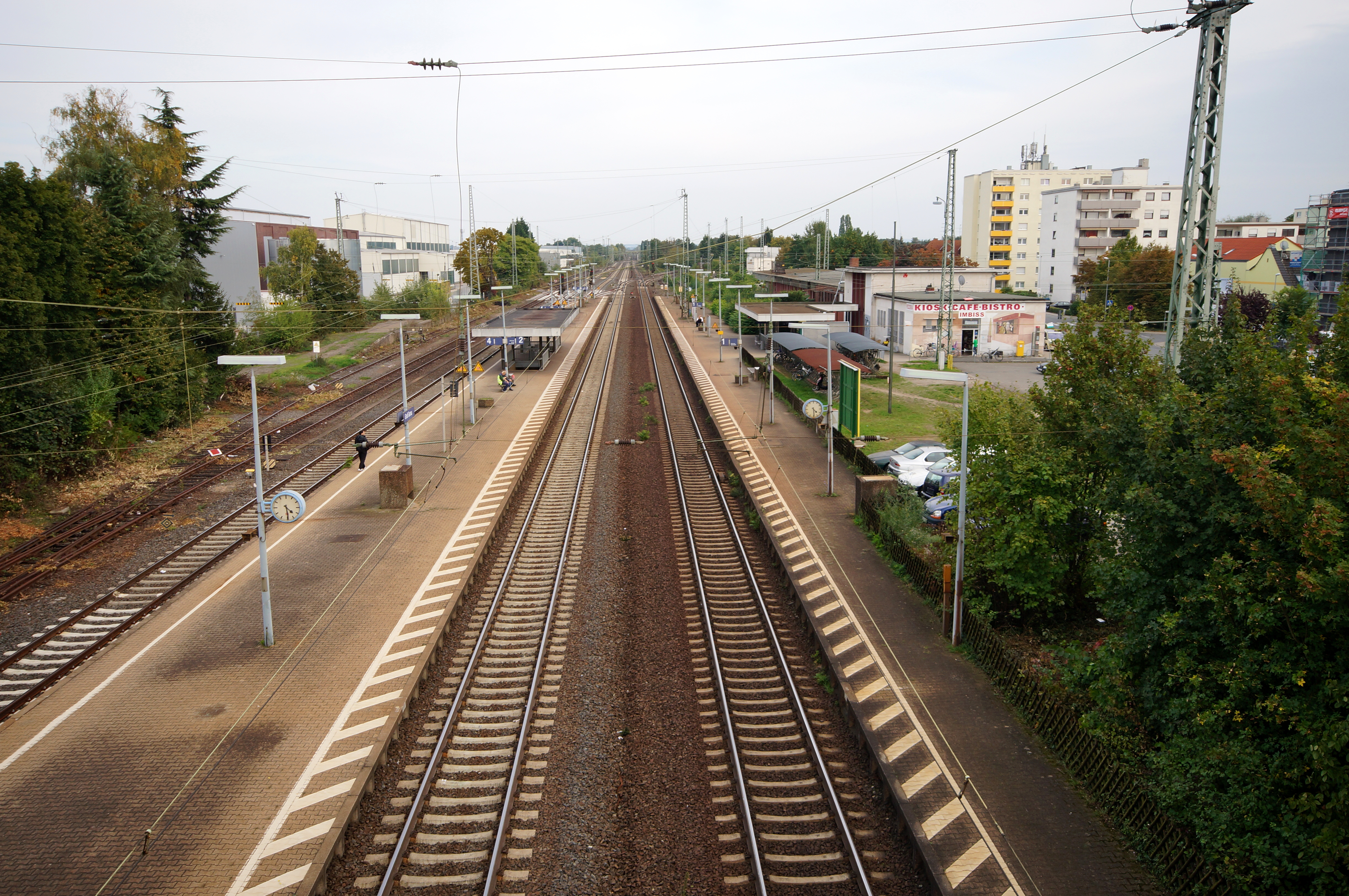
Widok na perony

Stacja składa się z 2 peronów, jednego przyległego do budynku dworca i jednego wyspowego. Na wschód od dworca znajdują się bocznice towarowe i bocznica do pobliskiego przedsiębiorstwa. Na zachód znajduje się połączenie z dawnym producentem cukru Südzucker, która posiadała rozbudowany system bocznic. Od 1970 roku, ruch kolejowy jest kontrolowana przez blokadę przekaźnika.

## Linie kolejowe
- Rhein-Main-Bahn